# Приватний детектив, або Операція «Кооперація»
«Приватний детектив, або Операція „Кооперація“» (рос. «Частный детектив, или операция „Кооперация“») — російська радянська ексцентрична кримінальна комедія Леоніда Гайдая.

## Сюжет
Підприємець Дмитро Пузирьов вирішує відкрити приватне розшукове бюро. Отримати патент йому допомагає власник платного туалету, його старий приятель, який зробив свій бізнес. Паралельно журналістка веде репортажі під прикриттям в образі то алкоголічки, то повії, в яку закохується Дмитро, не знаючи що насправді вона журналістка, і в мріях уявляє, як спрямовує її на шлях істинний. Першою серйозною справою стає розслідування викрадення відомого комерсанта, однак фінальна розв'язка фільму стає абсолютно несподіваною.
У фільмі в характерній для творчості Л. Гайдая ексцентричній манері висміюються найбільш злободенні теми пізньорадянського суспільства — кооперація, проституція, рекет, неформальні молодіжні рухи, самогоноваріння, бюрократизм тощо.
Зйомки проходили з березня по вересень 1989 року, на екрани фільм вийшов в січні 1990 року.

## У ролях
- Дмитро Харатьян — Дмитро Пузирьов
- Спартак Мішулін — Георгій Михайлович
- Ірина Феофанова — Олена (озвучувала Надія Румянцева)
- Роман Мадянов — Віктор
- Олександр Белявський — майор Кронін
- Михайло Кокшенов — Амбал, працівник кооперативного туалету
- Ментай Утепбергенов — Мао, працівник кооперативного туалету
- Леонід Куравльов — Семен Сухов, редактор
- Михайло Свєтін — Пухов, кооператор
- Ніна Гребешкова — Ганна Петрівна
- Федір Переверзєв — Сержант
- Євген Жариков — самогонник на прізвисько «Професор»
- Семен Фарада — синьйор Кончині
- Микола Парфьонов — тов. Могильний, чиновник
- Сергій Філіппов — ветеран
- Леонід Ярмольник — терорист
- Микола Рибников — кандидат на виборах
- Наталія Крачковська — пасажирка авіалайнера, любителька подорожей
- Володимир Дружников — пасажир
- Еммануїл Геллер — старий-пасажир
- Муза Крепкогорська — сусідка-плетуха
- Віра Івлєва — Піратова
- Валентин Пєчніков — старий з мішком
- Віктор Уральський — Атасович
- Олексій Якубов — Шурик
- Лев Поляков — Окайомов

## Знімальна група
- Режисер-постановник: Леонід Гайдай
- Сценарій: Леонід Гайдай, Аркадій Інін, Юрій Волович
- Оператор-постановник: Ігор Черних
- Композитор: Олександр Зацепін
- Автор текстів пісень: Леонід Дербеньов
- Художник-постановник: Наталія Мєшкова
- Монтаж: Л. Фейгінова
- Директор фільму: Раймонд Джаназян

## Кіноляпи
- На початку гонитви за байкером на «Жигулях» Віктора висить номер 44-78 МО. Але потім на цій же машині з'являється інший номер — 77-12 ФУ, який перш висів на інших «Жигулях» під час пошуку Дмитром бандитських «Жигулів».
- Під час виконання «останнього бажання» у туалеті Пузирьова, Віктор розстріляв всі патрони з пістолета (пістолет встав на затворну затримку), а в наступному кадрі на нього накинули рятувальний круг і вивели під дулом того ж пістолета — виходить вже незарядженого.